# Аш-Шіаб
Аш-Шіаб (англ. al-Shi'ab, араб. الشعاب) — поселення в Сирії, що складає невеличку друзьку общину в нохії Малах, яка входить до складу однойменної мінтаки Сальхад в південній сирійській мухафазі Ас-Сувейда.